# Kachāshī
O kachāshī (カチャーシー) é uma dança festiva de Ryūkyū. É tradicionalmente acompanhado de um sanshin, de tambores, e, muitas vezes, de assobios com os dedos chamados yubi-bue (指笛).
A dança é executada com as mãos levantadas, com as mãos abertas para as mulheres e fechadas para os homens. As mãos alternam-se num movimento de puxar e empurrar, para cima e para baixo, com um lado da mão voltado para fora e outro para dentro acompanhando o ritmo da música.

## Músicas de kachāshī
- Tōshin dōi (唐船ドーイ) ("Um navio chinês está vindo"), a música de kachāshī mais famosa.
- Kādikū (嘉手久)
- Atchamē-gwā (アッチャメー小)
- Amakawa bushi (天川節)
- Hōnen ondo (豊年音頭)
- Takō-yama (多幸山)